# Extinción de incendio por aerosol condensado

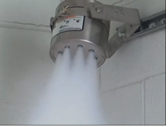
Tobera de un sistema de extinción por aerosol.

La extinción de incendios con aerosoles condensados es una forma basada en partículas de extinción de incendios. Es similar a la extinción gaseosa de incendios (o extinción de incendios con productos químicos secos).
Emplea un agente extintor constituido por partículas sólidas muy finas y materia gaseosa. Las micropartículas de aerosol condensado y los gases efluentes son generados por la reacción exotérmica; las partículas permanecen en estado de vapor hasta el proceso de descarga del dispositivo. Luego, se "condensa" y se enfría dentro del dispositivo y se descarga como partículas sólidas.
En comparación con los supresores gaseosos (que solo emiten gas) y los agentes supresores químicos secos (que son partículas en forma de polvo de gran tamaño, de 25 a 150 micrómetros), la Asociación Nacional de Protección contra Incendios de Estados Unidos define los aerosoles condensados como aquellos que se liberan finamente sólidos divididos de menos de 10 micrómetros de diámetro.
Las partículas sólidas tienen un diámetro aerodinámico medio de masa (MMAD) considerablemente más pequeño que los de los agentes de supresión química seca. Las partículas también permanecen en el aire durante mucho más tiempo y dejan muchos menos residuos dentro del área protegida.
Los aerosoles condensados son agentes de inundación. Son efectivos independientemente de la ubicación y la altura del fuego. Esto contrasta con los sistemas de químico seco, que deben apuntar directamente a la llama.
El agente en aerosol condensado se puede administrar mediante operación mecánica, operación eléctrica o operación electromecánica combinada.
Los sistemas químicos húmedos, que generalmente se encuentran en los extintores de espuma, deben, de manera similar a los sistemas químicos secos, rociarse direccionalmente sobre el fuego.

## Métodos de extinción del fuego

Tetraedro del fuego

Los supresores de aerosol condensados, al igual que los supresores gaseosos, utilizan cuatro métodos para extinguir incendios.
Actúan sobre los cuatro elementos de lo que se conoce como el "tetraedro del fuego:" los componentes dispares que se combinan para crear la reacción química subyacente a cualquier incendio.
Estos cuatro medios de extinción de incendios son:
1. Reducción o aislamiento de combustible
2. Reducción o aislamiento de oxígeno
3. Reducción de calor
4. Inhibir la reacción en cadena de los componentes anteriores.

El mecanismo primario de extinción de los aerosoles condensados involucra el cuarto elemento del tetraedro del fuego mediante reacciones químicas con los radicales libres de la llama, interfiriendo así con el proceso de combustión del fuego. Normalmente, las partículas de aerosol condensado consisten en carbonato de potasio (K2CO3)) que se producen a partir de la descomposición térmica de un compuesto sólido formador de aerosol que incluye nitrato de potasio como oxidante. A medida que las partículas de aerosol rodean y entran en contacto con la llama, las partículas absorben la energía térmica de la llama, descomponiéndose y liberando grandes concentraciones de radicales de potasio (K+) (iones con un electrón desapareado). Los radicales de potasio se unen con los radicales libres de hidróxido (OH+), hidrógeno (H+) y oxígeno (O+) que mantienen la combustión, produciendo moléculas de subproductos inocuos como hidróxido de potasio (KOH) y agua (H2O).
K• + OH• = KOH
KOH + H• = K• + H2O
Los radicales de potasio se propagan ya que se consumen y se producen por reacción con los radicales de fuego. Al interrumpir las reacciones necesarias para mantener la combustión de la llama, el ciclo continúa hasta que se terminan las reacciones en cadena de la combustión y la llama se extingue.
Los agentes en aerosol condensados también tienen mecanismos de extinción secundarios que implican a los otros tres elementos del tetraedro de fuego descritos anteriormente. El aerosol enfría la llama envolviéndola con una nube con grandes concentraciones de micropartículas con un diámetro aerodinámico medio de masa (MMAD). Hay micropartículas tan pequeñas como 1 a 2 micrómetros. Aunque el área superficial de cada micropartícula es extremadamente pequeña, la gran cantidad de partículas que rodean y penetran la llama ofrece un área superficial combinada suficientemente grande para absorber el calor de la llama.
En la superficie de las partículas, se produce la recombinación de los radicales de fuego a medida que se absorbe energía:
O• + H• = OH•
H• + OH• = H20
La llama es la parte gaseosa de un incendio resultante de la combustión de combustible. Las partículas de aerosoles y los gases que se mezclan con los componentes gaseosos de la llama aíslan el combustible del fuego.
Los agentes extintores de incendios en aerosol condensados, que atacan todos los elementos del tetraedro del fuego, se encuentran entre los agentes extintores de llamas más eficaces. Por ejemplo, algunos supresores de incendios en aerosol condensados pueden extinguir un incendio de piscina de líquido inflamable de Clase B con 1/5 de la cantidad de agente Halón 1301 o 1/10 de la cantidad de un sistema de extinción de incendios gaseoso de agente limpio a base de hidrofluorocarbono o fluorocetona en términos de kilogramos de masa de agente por metro cúbico.

## Rendimiento

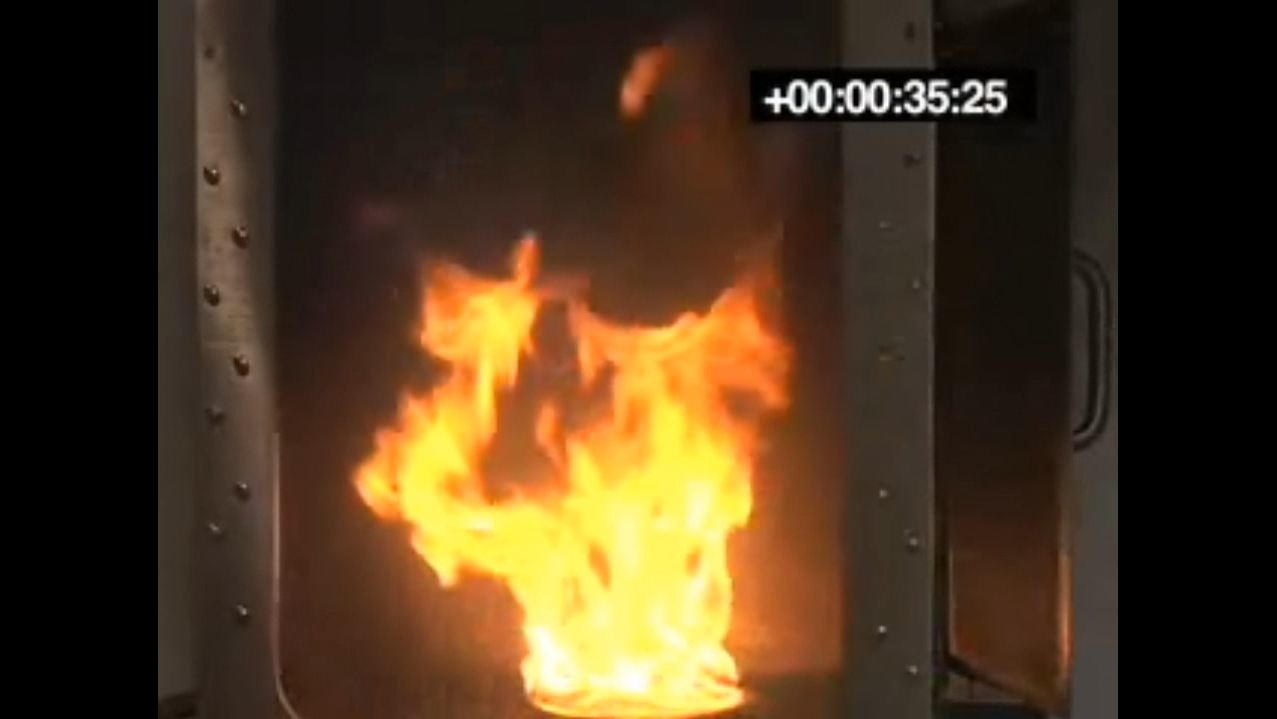
Incendio, T1, a 35.25 segundos, antes de descargar el agente extintor de aerosol condensado

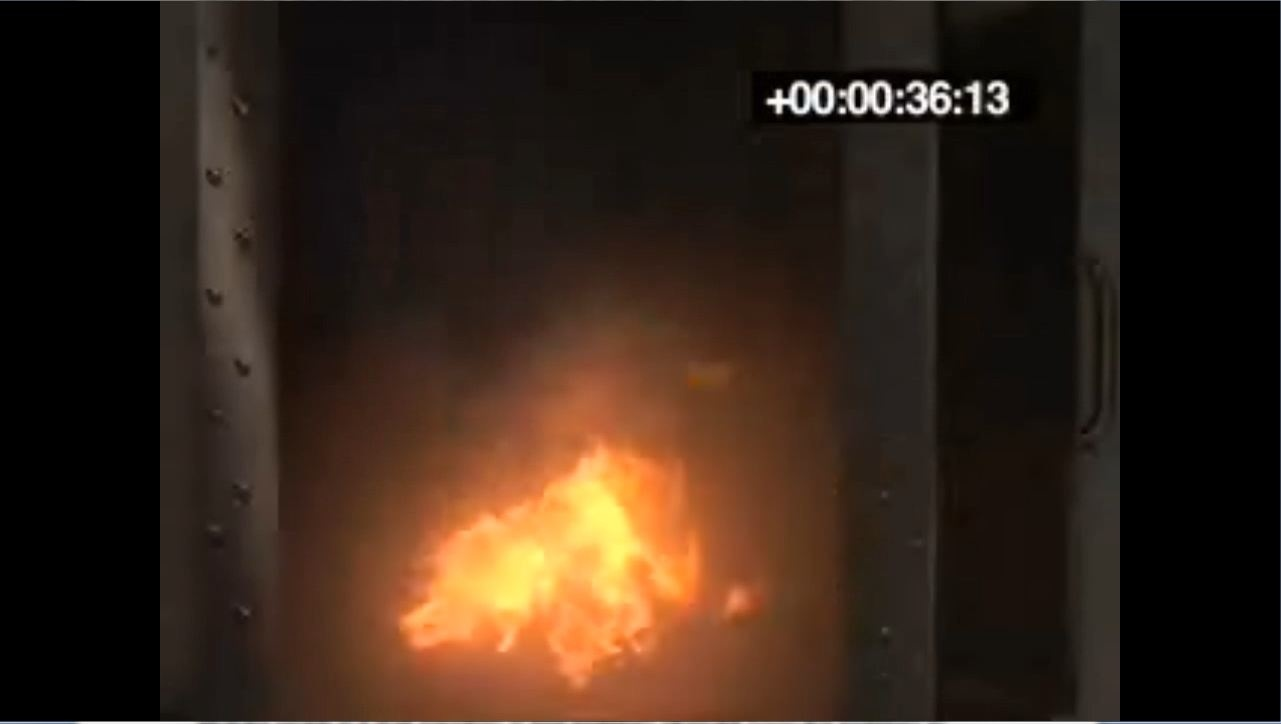
Incendio, T2, a 36.13 segundos, cuando el agente extintor de aerosol condensado acaba de ser descargado

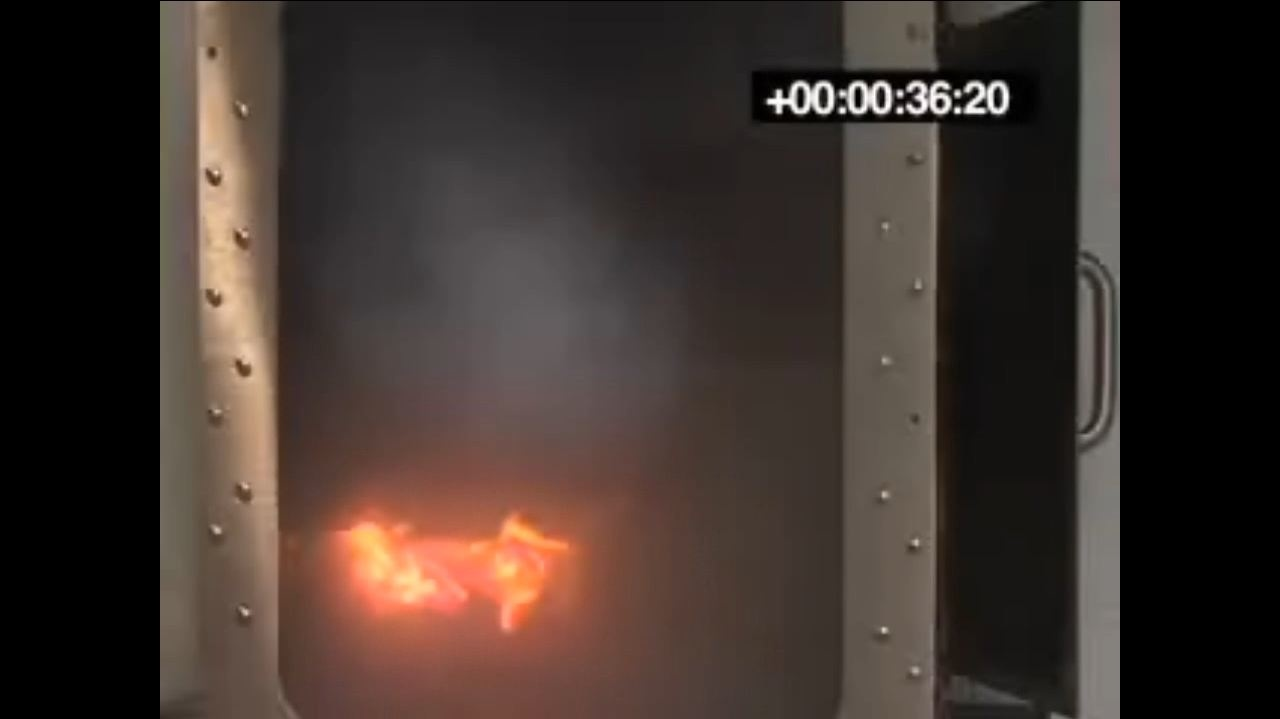
Incendio, T3, a 36.20 segundos, cuando el agente extintor de aerosol condensado ha sido descargado

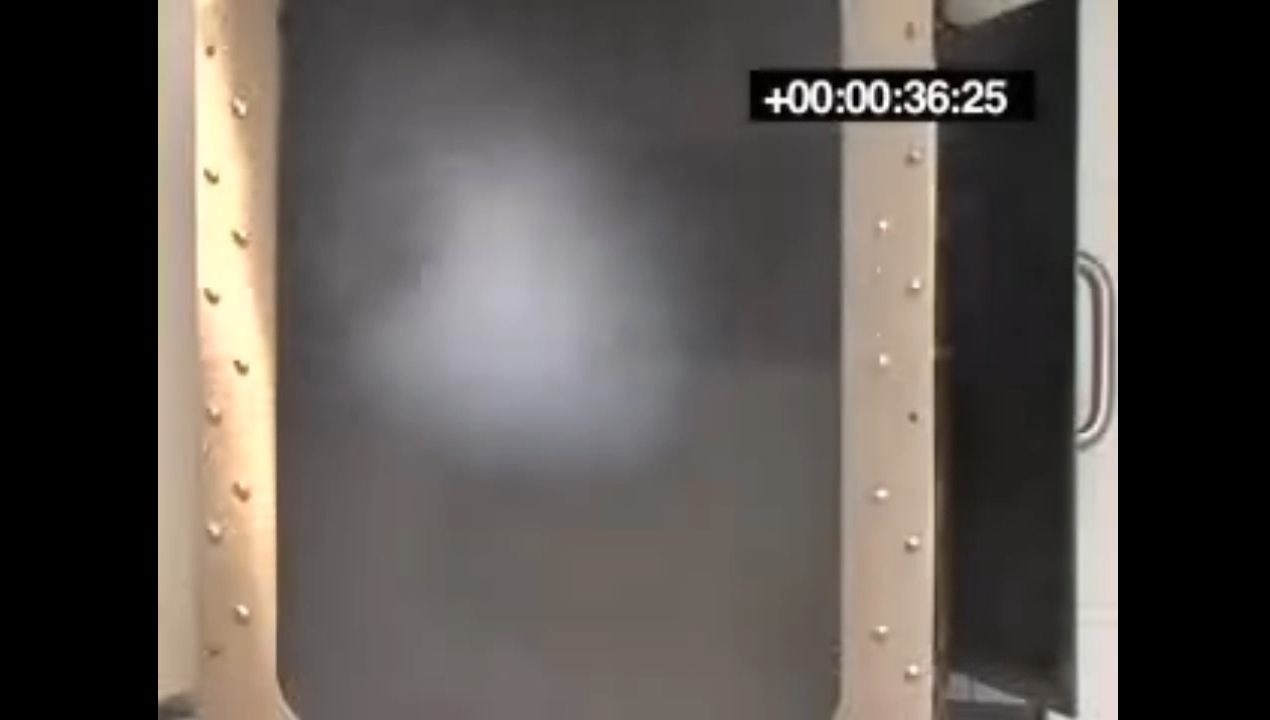
Incendio, T4, a 36.25 segundos, extinguido por completo luego de descargar el agente extintor de aerosol condensado

El rendimiento de extinción de los supresores de incendios por aerosol condensado depende de la densidad de las partículas de aerosol en las inmediaciones de la llama. Al igual que con los sistemas de extinción de incendios gaseosos, cuanto más rápido se acumule el agente alrededor de la llama, más eficiente será el agente extintor para detener la combustión. Las densidades de extinción y diseño de los agentes extintores de incendios en aerosol se expresan generalmente en kilogramos por metro cúbico (kg /m³). Por lo tanto, la eficiencia de los agentes extintores de aerosoles varía dependiendo de una serie de factores, como la ubicación del aerosol en relación con la llama, la proximidad de otros materiales combustibles inflamables, el tipo de combustible involucrado, etc.
Los dispositivos de aerosol condensado están diseñados para proporcionar una descarga controlada. El compuesto formador de aerosol se instala dentro del dispositivo, que luego se equipa con un iniciador eléctrico o mecánico. El iniciador eléctrico está interconectado con una unidad o panel de control de detección de incendios, que puede ser operado de forma remota por medios físicos como por cable, operado a mano con un mecanismo de fusible como los que se usan en las granadas dispensadoras de humo, o automático y auto disparador cuando está equipado con un dispositivo integral de detección de calor.

## Usos
Hay dos usos de agentes extintores de incendios: como sistema de protección contra incendios de inundación total o como sistema de extinción de incendios de aplicación local.
Para proporcionar una supresión total de incendios por inundación, se debe determinar la cantidad total de aerosol necesaria para extinguir un incendio dentro de un espacio fijo. A continuación, se monta el número correspondiente de dispositivos de aerosol que descargarían colectivamente la cantidad de aerosol requerida, típicamente en el techo o la pared. Los dispositivos de aerosol equipados con iniciadores eléctricos están interconectados y transmitidos por un panel de control de alarma contra incendios. Debido a que los dispositivos de aerosol son autónomos y funcionan como un contenedor de almacenamiento y como una boquilla que impulsa el gas, no se requiere una red de distribución para transportar o distribuir el agente extintor de incendios desde una ubicación de almacenamiento remota, lo que resulta en ahorros de espacio en el piso y ganancias en la eficiencia de transporte.
La supresión de incendios local generalmente se aplica mediante un dispositivo portátil de mano arrojado directamente hacia el fuego. A diferencia de las unidades portátiles de extinción de incendios de transmisión continua, no se requiere que los operadores se pongan en riesgo al acercarse al fuego mientras aplican el agente extintor directamente a las llamas. El dispositivo portátil de aerosol condensado generalmente está diseñado para dispersar el aerosol en un patrón de rociado de 360°, formando una gran nube de aerosol alrededor de la vecindad del fuego. El aerosol ataca inmediatamente las llamas cuando sus partículas se acercan al fuego y generan radicales de potasio que neutralizan las llamas. Las llamas se suprimen siempre que el aerosol mantenga una densidad suficiente. Si el aerosol no logra alcanzar la densidad suficiente para extinguir el fuego, aun así suprime el fuego, que retiene un calor significativamente menor. Esto ofrece a los bomberos, por ejemplo, una herramienta para reducir las llamas a un nivel de calor manejable y reducir la temperatura ambiente mientras el equipo de mangueras ingresa al área en llamas. Como otro ejemplo, los socorristas pueden desplegar aerosoles condensados dentro de un área cerrada para sofocar incendios mientras evacuan a los ocupantes a un lugar seguro.
Los sistemas de aerosol condensado son adecuados para uso en peligros especiales como reemplazos para los sistemas Halón 1301 y los sistemas de dióxido de carbono de alta presión. Los sistemas de aerosol también se pueden utilizar como alternativas a los supresores gaseosos de agentes limpios o los sistemas de niebla de agua.